# عقد 1380 هـ
عقد 1380 هـ هو الفترة بين عام 1380 إلى 1389 في التقويم الهجري، أي العشر سنوات التاسعة من القرن الرابع عشر الهجري.